# Los Punsetes
Los Punsetes és una banda d'indie pop madrilenya: Ariadna (veu), Jorge (guitarra), Chema (bateria) i Manu -aka Anntona- (guitarra). El nom de la formació s'inspira en l'expolític, presentador televisiu i escriptor Eduard Punset. El quintet madrileny de pop guitarrer van celebrar el 2014 una dècada de trajectòria, presentant LPIV (Canadá, 2014), el seu quart LP. La fórmula es basa torpedes melòdics espessits amb guitarres hereves del 
shoegaze i himnes càustics amb la veu hieràtica de la impertèrrita d'Ariadna.

## Història
Grup format per antics companys de facultat: Ariadna (veu), Jorge (guitarra), Chema (batería) Gonzalo (baix) i Manu –aka Anntona- (guitarra); deuen el seu nom al seu ídol i divulgador científic: Eduard Punset. El març de 2008 Los Punsetes van publicar amb Gramaciones Grabofónicas el seu primer àlbum. El resultat va suposar una calidoscòpica visió composta d'ironia, cinisme i entomologia a parts iguals. Amb frases políticament incorrectes es rescabalen d'aquell erm paisatgisme tan habitual al pop espanyol per a soltar cinisme costumista a dolls de la mà d'un ruidisme tan aspre com contundent i devastador. Aquest batibull els ha convertit sense cap dubte en una de les darreres revelacions del pop madrileny.

## Discografia
- 2008: Los Punsetes (Gramaciones Grabofónicas, Everlasting)
- 2010: LP2 (Everlasting)
- 2012: Una montaña es una montaña (Everlasting)
- 2014: LPIV (álbum)

### Senzills
- "Tus amigos", de LP2.

### Vídeos musicals
- "Dos policias", hecho por Raquel Meyers.
- "Fondo de armario", dirigido por Tomás Peña.
- "Tus amigos", dirigido por Luis Cerveró.[3]